# Чоловік із квартири Е
«Чоловік з квартири Е» (англ. The E-Flat Man) — короткометражна комедія Чарльза Лемонта 1935 року з Бастером Кітоном в головній ролі.

## Сюжет
Елмер і його подруга втікають від поліції, після того як вони помилково викрали поліцейську машину.

## У ролях
- Бастер Кітон — Елмер
- Дороті Кент — дівчина Елмера
- Бродерік О'Феррелл — містер Рейнольдс
- Сі Дженкс — фермер
- Ферн Емметт — дружина фермера
- Мет'ю Бетц — поліцейський
- Бад Джеймісон — поліцейський